# بهرام أباد (بربرود الشرقي)
بهرام أباد (بالفارسية: بهرام‌آباد) هي قرية تقع في إيران في قسم بربرود الشرقي الریفي. يقدر عدد سكانها بـ 125 نسمة .